# Marina Lebedeva
Pour les articles homonymes, voir Lebedev.
Marina Petrovna Lebedeva (en kazakh : Марина Петровна Лебедева) est une biathlète kazakhe, née le 29 mai 1985 à Akkol.

## Biographie
Marina Lebedeva est présente sur la scène internationale junior à partir de 2005.
Elle commence à participer à la Coupe du monde en 2007. C'est en 2009 qu'elle marque ses premiers points avec une 15e place au sprint de Pokljuka. Plus tard dans la saison, elle prend part aux Jeux olympiques de Vancouver où elle est 58e en sprint, 70e à l'individuel, 13e en relais et n'est pas classée à la poursuite.
Finalement, l'hiver 2010-2011 sera le plus prolifique en résultats pour Marina Lebedeva avec notamment une sixième place à l'individuel de Pokljuka. Au classement général, elle est 39e en fin de saison.
Elle parvient aussi à être sélectionnée pour les Jeux olympiques d'hiver de 2014.
Elle prend sa retraite sportive en 2016.
Sa sœur Anna est aussi une biathlète de haut niveau.

## Palmarès

### Jeux olympiques
| Épreuve / Édition                         | Individuel | Sprint | Poursuite | Départ en masse | Relais | Relais mixte                     |
| Jeux olympiques d'hiver de 2010 Vancouver | 70e        | 57e    | LAP       | —               | 13e    | Épreuve inexistante à cette date |
| Jeux olympiques 2014 Sotchi               | —          | 70e    | —         | —               | 11e    | —                                |

Légende :
- : pas d'épreuve
- — : Non disputée par Lebedeva

### Championnats du monde
| Épreuve / Édition             | Individuel                       | Sprint                           | Poursuite                        | Départ en masse                  | Relais                           | Relais mixte |
| Mondiaux 2008 Östersund       | -                                | -                                | -                                | -                                | -                                | 17e          |
| Mondiaux 2009 Pyeongchang     | 79e                              | -                                | -                                | -                                | -                                | -            |
| Mondiaux 2010 Khanty-Mansiïsk | Épreuve inexistante à cette date | Épreuve inexistante à cette date | Épreuve inexistante à cette date | Épreuve inexistante à cette date | Épreuve inexistante à cette date | 10e          |
| Mondiaux 2011 Khanty-Mansiïsk | 39e                              | 35e                              | 40e                              | -                                | 14e                              | 21e          |
| Mondiaux 2012 Ruhpolding      | 44e                              | 47e                              | 44e                              | -                                | 19e                              | -            |
| Mondiaux 2013 Nove Mesto      | 74e                              | 57e                              | 60e                              | -                                | 14e                              | -            |

### Coupe du monde
- Meilleur classement général : 39e en 2011.
- Meilleur résultat : 6e.

#### Différents classements en Coupe du monde
| Année     | Classement général final | Sprint | Poursuite | Individuel | Mass start |
| 2009-2010 | 68e                      | 66e    | 65e       | -          | -          |
| 2010-2011 | 39e                      | 40e    | 52e       | 30e        | -          |

### Jeux asiatiques
- Médaille d'or du relais en 2011.
- Médaille de bronze du sprint et de l'individuel en 2011.